# Yoshitomi Shibata
Pour les articles homonymes, voir Yoshitomi (homonymie) et Shibata (homonymie).

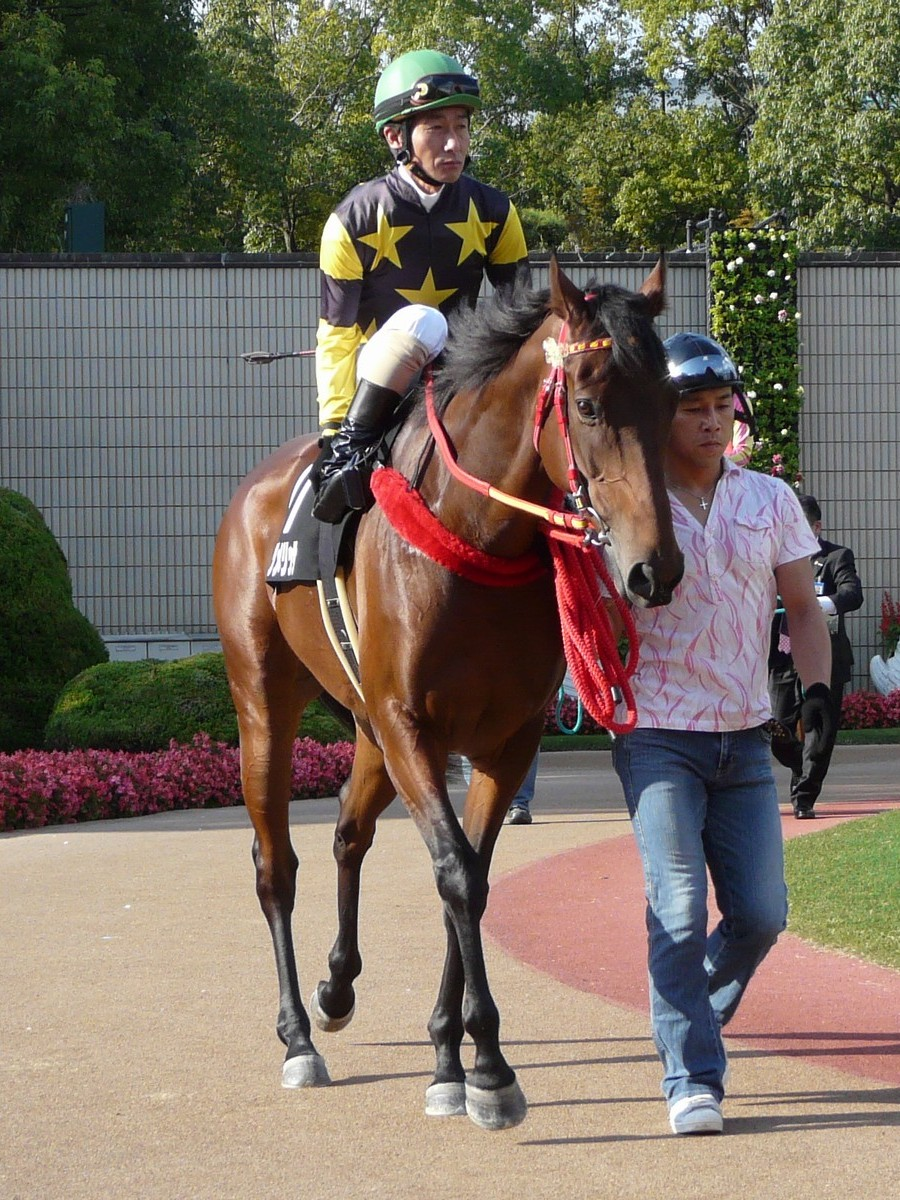
Yoshitomi Shibata

Yoshitomi Shibata (30 juillet 1966-) est un jockey japonais.
Yoshitomi Shibata remporte sa première victoire en 1985 avec Izumi-Sanei sur l'Hippodrome de Nakayama.En 1993, il remporte le Yasuda Kinen, sa première course de Groupe I.

## Palmarès
Japon
- Tenno Sho - (2) - Yamanin Zephyr (1993), Offside Trap (1998)
- Takarazuka Kinen - (1) - Nakayama Festa (2010)
- Yasuda Kinen - (1) - Yamanin Zephyr (1993)
- Takamatsunomiya Kinen - (2) - King Halo (2000), Oreha Matteruze (2006)
- NHK Mile Cup - (1) - Taiki Fortune (1996)
- Japan Dirt Derby - (1) - Cafe Olympus (2004)
- Kantou Oaks - (2) - Preeminence (2000), Mining Lady (2001)
- Lord Derby Challenge Trophy - (2) - Yamano Tampopo (1990), Daiwa Major (2005)
- Meguro Kinen - (4) - Yusenshoh (1996), Hot Secret (2001), Toshi The V (2003), Chakra (2004)